# 6011 Tozzi
6011 Tozzi eller 1990 QU5 är en asteroid i huvudbältet som upptäcktes den 29 augusti 1990 av den amerikanske astronomen Henry E. Holt vid Palomarobservatoriet. Den är uppkallad efter den italienska astronomen Gian Paolo Tozzi.
Asteroiden har en diameter på ungefär 7 kilometer.